# Sono polifásico

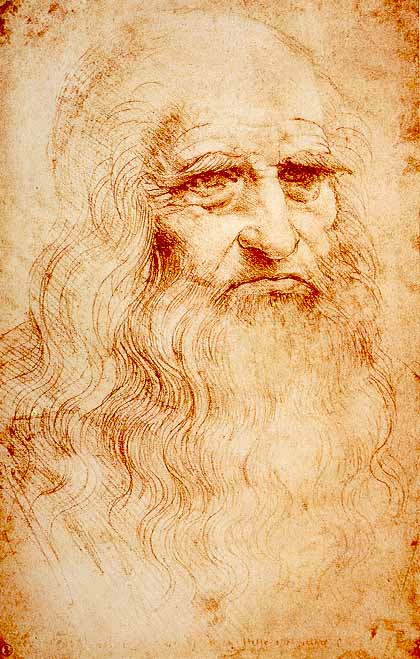
Leonardo da Vinci; um dos adeptos históricos do sono polifásico.

O sono polifásico é um padrão de sono alternativo no qual o tempo dedicado ao descanso pode ser reduzido em até duas horas por dia sem, teoricamente, causar danos à saúde. Ele é atingido pela separação do período de sono em momentos mais curtos e espaçados.
Historicamente, foi utilizado por pessoas engajadas em atividades que não permitem longos períodos de sono, como velejadores e astronautas. Acredita-se que tenha sido utilizado também, por diferentes motivos e de diferentes maneiras, por personalidades como Leonardo da Vinci, Lord Byron, Benjamin Franklin, Nikola Tesla,Thomas Edison, Wiston Churchill e Napoleão Bonaparte.[carece de fontes?]

## Teoria
O padrão de sono mais comum, conhecido como sono monofásico, consiste de diversas fases, algumas das quais são longas na proporção em que naturalmente ocorrem. O cérebro inicialmente resiste a períodos mais curtos e frequentes de sono, mas, ao se deparar com o padrão de sono polifásico, aprende a entrar nos estágios essenciais do sono muito mais rápido, como estratégia de sobrevivência.
Este período de adaptação tende a se dissipar em duas semanas de prática e os sintomas de cansaço são completamente superados após 14 dias. Contudo, um mau planejamento do cronograma de sono pode complicar ou frustrar completamente o processo. Uma vez passado o período de adaptação, todo o equilíbrio é restabelecido e os cochilos passam a substituir o sono por longos períodos.

## Mecanismo
De acordo com o livro "Why We Nap, Evolution, Chronobiology, and Functions of Polyphasic and Ultrashort Sleep" do Dr. Claudio Stampi, sobre privação de sono, mensuração e controle do sono polifásico, a memória e a capacidade analítica apresentam melhoras quando comparadas com o sono monofásico ou bifásico (ainda que represente a média de 12% se comparado ao sono livre, sem programação).
De acordo com Stampi, esta melhora é devida a extraordinária predisposição evolucionária em adotar tal modelo. Ele lança a hipótese de que o sono polifásico é o que mais se aproxima dos hábitos relativos ao sono dos ancestrais humanos usados há milhares de anos, especialmente quando comparado com o sono bifásico estabelecido após o advento da agricultura e o sono monofásico industrial.
Existem ao menos duas escolas de pensamento sobre como o sono polifásico afeta o padrão de sono. Uma das escolas advoga que o REM é o estágio mais importante e necessário, e que o corpo precisa de múltiplas horas deste estágio por dia, de modo que um cochilo no sono polifásico estabelecido é composto inteiramente do estágio REM. Outra escola de pesquisadores sugere que o corpo entra em diferentes estágios, nos diferentes intervalos de sono.
A ideia de que o sono polifásico é composto apenas pelo período de REM é relativamente popular entre seus adeptos, provavelmente porque sugere que seja esta a razão pelo efeito mentalmente rejuvenescedor deste padrão de sono. Contudo, este é um assunto controverso, ainda não cientificamente estabelecido. Já foi provado que a privação do sono pode levar camundongos a morte num período de 3 a 8 semanas, mas a noção de que o estágio REM seja a mais importante fase do sono, ou mesmo necessária para a boa saúde ainda é duvidosa: pessoas deprimidas possuem estágios REM excessivos, e os Inibidores da MAO usados nestes casos não afetam negativamente a cognição, atenção ou memória, embora praticamente anulem os estágios REM.

## Classificações
O termo sono polifásico por si só significa apenas a prática de dormir múltiplas vezes em um período de 24 horas, mas não sugere qualquer cronograma em particular. Desta forma, nomes específicos são usados para designar diferentes métodos:
- "Uberman" é o nome dado ao mais rígido e mais bem conhecido tipo de sono polifásico. Consiste em seis cochilos de 20 minutos. Segundo o neurologista Claudio Stampi, criador do Chronobiology Research Institute, em Boston, nos Estados Unidos, o sono polifásico funciona melhor quando não é feito em horários rígidos. "Você terá o melhor aproveitamento quando sentir que é o momento certo para dormir. É como um trem que você deve pegar, mas que não tem hora certa para passar", e não se deve ultrapassar os 20 minutos de cochilo. Ao passar desse limite, a pessoa entra em um sono mais profundo e torna-se mais difícil acordar.
- "Everyman" é uma variante do Uberman na qual um bloco de sono mais longo é adicionado ao cronograma substituindo um ou dois dos cochilos. O termo é usado também para descrever um período de sono acidental maior, que eventualmente ocorram para pessoas em fase de adaptação do método Uberman.

Buckminster Fuller sugeriu numa edição da revista Time em outubro de 1943 outra variante do sono polifásico batizada de "Dymaxion Sleep". O regime consiste em períodos de sono de 30 minutos a cada seis horas. De acordo com o artigo, Fuller seguiu este método por dois anos antes de abandoná-lo devido a conflitos com seus sócios que "insistiram em continuar dormindo como antigamente".

## Crítica
Os críticos do sono polifásico preocupam-se com a possibilidade deste padrão de sono restringir o tempo gasto como os estágios perimetrais do ciclo do sono, podendo assim perturbar o ritmo circadiano do corpo. Isso poderia causar o sofrimento dos mesmos efeitos negativos encontrados na privação do sono, como perda da capacidade cognitiva e habilidade física, incluindo stress, ansiedade e enfraquecimento do sistema imunológico. Contudo, não existem estudos comprovando o efeito negativo do sono polifásico. Os críticos apontam a dificuldade que algumas pessoas tem de respeitar os curtos intervalos de sono, quando acabam dormindo além do programado, como uma evidência da insustentabilidade deste padrão.
Adeptos do sono polifásico frequentemente testemunham um ganho no estado de alerta, mas os céticos questionam se isso se deve mesmo ao novo padrão de sono ou se é resultado do acúmulo de adrenalina e cortisol ao atingirem com sucesso seus objetivos de sono - afinal, menos sono significa mais tempo útil e, portanto, mais metas produtivas podem ser alcançadas durante o dia. Um estudo publicado no Journal of Sleep Research em Setembro de 2002 sobre o efeito dos cochilos na produtividade demonstrou que 10 minutos de sono tendem a melhorar a produtividade de modo mais efetivo do que os cochilos mais longos.
Muitos adeptos do sono polifásico relatam que a parte mais difícil deste padrão de sono é superar o aspecto social, uma vez que as horas de trabalho muitas vezes não permitem o período necessário de sono durante o dia em intervalos regulares. Relatos pessoais indicam que perder um único cochilo pode causar consequências catastróficas em rotinas rígidas como a Uberman, portanto muitas vezes mesmo pessoas com sucesso no sono polifásico retornam ao padrão monofásico para satisfazer suas agendas.

### Outras referências
- «Médicos defendem cochilo para sobreviver a períodos sem dormir»
- «Você sabe o que é o Sono Polifásico?»
- «Detalhes sobre o sono polifásico»

Em inglês
- «Polyphasic Sleeping: the Benefits of Napping»
- «Miles to Go Before I Sleep»
- «Polyphasic Sleep: Facts and Myths»